# Sean Gelael
 (juin 2024).
Si vous disposez d'ouvrages ou d'articles de référence ou si vous connaissez des sites web de qualité traitant du thème abordé ici, merci de compléter l'article en donnant les références utiles à sa vérifiabilité et en les liant à la section « Notes et références ».
Sean Gelael, né le 1er novembre 1996 à Jakarta, est un pilote automobile indonésien, qui participe en 2020 au championnat de Formule 2 avec l'écurie Française DAMS.

## Biographie

### 2010-2011: débuts en karting
Gelael a commencé le karting relativement tard. À partir de là, il a participé à plusieurs championnats de karting, il y termine notamment troisième du Asian Open Championship 2011 avec 81 points, derrière le champion singapourien Andrew Tang.

### 2012: débuts en monoplace en Formule Abarth
En 2012, il fait ses débuts en monoplace avec l'équipe Eurasia Motorsport en Championnat asiatique de Formule Abarth. Il récolte une victoire, une pole position, deux meilleur tours et monte six fois sur le podium. Il se classe finalement quatrième du championnat avec 132 points marqués. 

### 2013-2014: ascension vers la Formule 3

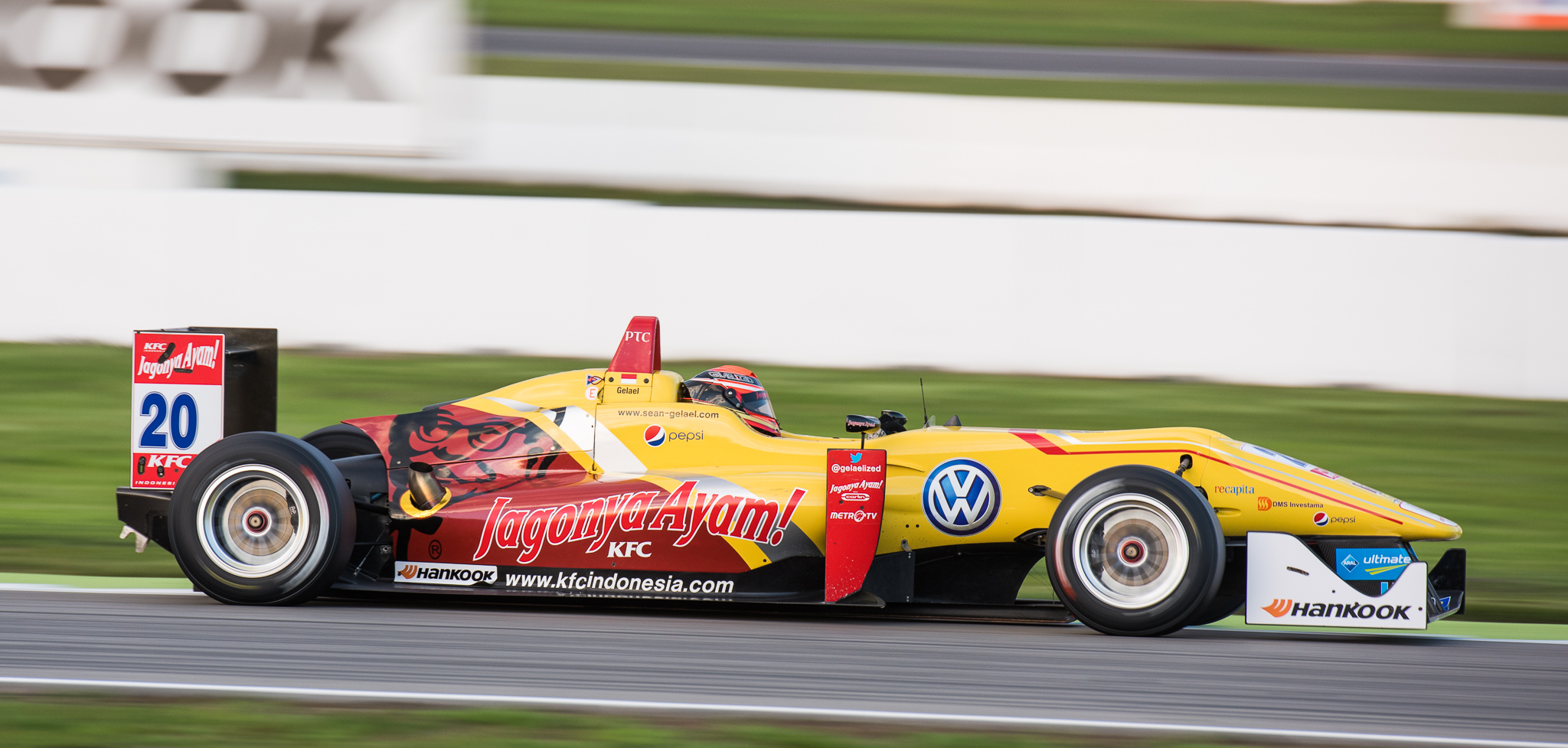
Sean Gelael en Formule 3 sur le Hockenheimring en 2014.

L'année suivante, il s'engage en Formule 4 européenne et signe chez Double R Racing. Cette première saison est un véritable échec puisqu'il termine vingt-huitième sans aucun points marqués. En parallèle, il prend part au championnat de Grande-Bretagne de Formule 3 avec la même écurie où il monte trois fois sur le podium et termine huitième avec 78 points. En 2014, il change d'équipe et passe chez Carlin. Les progrès sont au rendez-vous puisqu'à la fin de la saison, Il se classe dix-huitième avec 25 points. Il participe également à trois courses du championnat de Grande-Bretagne de Formule 3 et monte à chaque fois sur le podium sans gagner mais étant inéligible, il ne marque aucun points et n'est donc pas classé.

### 2015-2016: poursuite en Formule Renault 3.5 et en GP2 Series

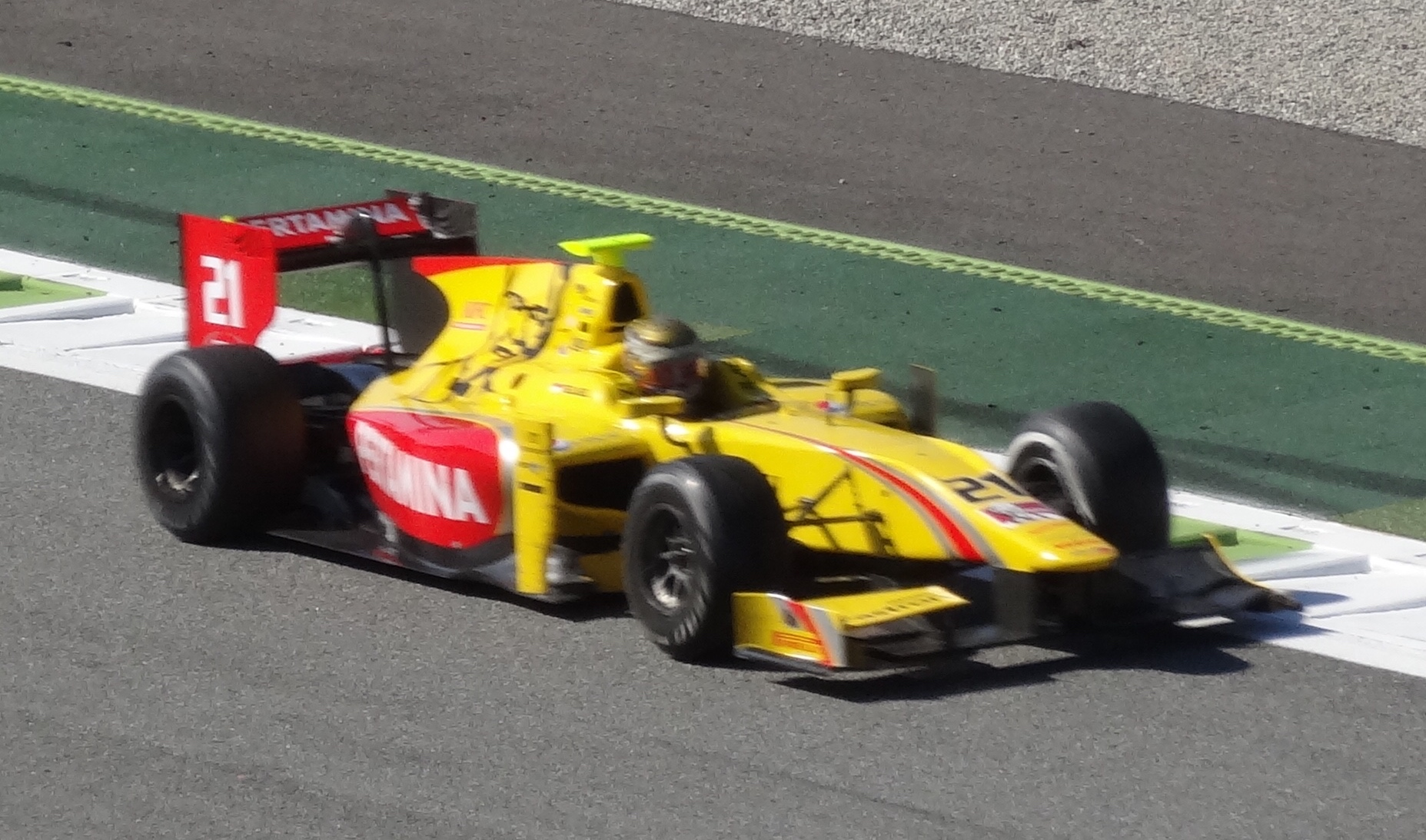
Sean Gelael à Monza en 2017.

En 2015, il s'engage en Formule Renault 3.5 avec Carlin, où il fait équipe avec Tom Dillmann. Mais là encore il se montre sous-performant puisqu'il ne marque que sept petits points et achève sa saison en dix-neuvième position. En parallèle il fait ses débuts GP2 Series à partir de la manche hongroise et dispute huit courses. Il ne parvient pas à marquer le moindre point et fini non-classé.
L'année suivante, il rejoint Campos Racing avec l'aide de son sponsor Pertamina où il fait équipe avec Mitch Evans. Il récolte son premier podium lors de la manche autrichienne en terminant deuxième derrière son coéquipier. Il termine néanmoins la saison en quinzième position avec 24 points.

### 2016: une année d'apprentissage en Endurance
Durant l'hiver 2015-2016, il s'essaye à l'endurance où il prend part au championnat Asian Le Mans Series avec l'écurie Eurasia Motorsport. Il décroche deux victoires, une pole-position et deux podiums ce qui lui permet de terminer troisième avec 51 points. En 2016, il dispute trois courses du championnat du monde avec l'écurie américaine Extreme Speed Motorsports récoltant au passage un podium et termine classé en douzième position avec 40 points. Il prend également part à une course du championnat European Le Mans Series, avec SMP Racing. Il termine vingt-quatrième avec 10 points.

### 2017-2020: Formule 2 et premiers pas en Formule 1

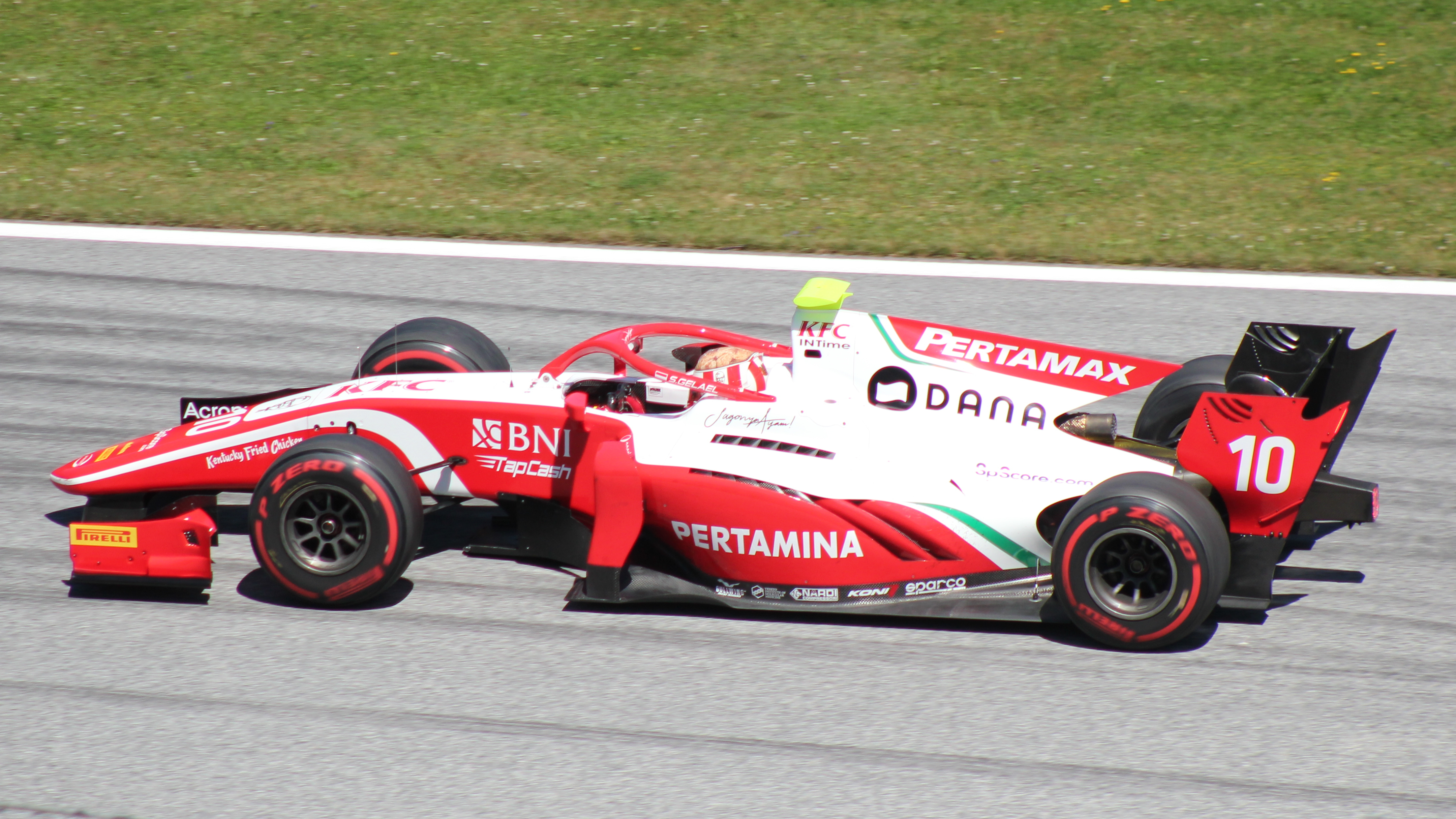
Sean Gelael en Formule 2 sur le Red Bull Ring en 2019.

En 2017, il s'engage en Formule 2 avec l'écurie Arden International toujours soutenu par son sponsor indonésien. Il y fait la paire avec le français Norman Nato malheureusement il est largement battu par son coéquipier et termine la saison quinzième avec 17 points. La même année, il fait ses premiers pas en Formule 1 où il est nommé troisième pilote chez Toro Rosso et participe à ses premiers essais en deuxième partie de saison.
En 2018, il signe avec Prema Powerteam où il a pour nouveau coéquipier Nyck de Vries. Mais là encore il peine à progresser malgré l'obtention d'un podium à Monaco; il termine de nouveau quinzième mais avec 29 points.
Pour la saison 2019 il rempile avec son écurie Prema qui nomme a ses côtés le nouveau champion d'Europe de Formule 3 Mick Schumacher sans pour autant progresser puisqu'il ne termine que dix-septième avec quinze points, loin derrière son coéquipier. Cette même année, il participe de nouveau a plusieurs séances d'essais en Formule 1 toujours avec Toro Rosso.
Le 4 décembre 2019, il est officialisé pour la saison 2020 chez DAMS aux côtés du britannique Dan Ticktum. Il remplace au pied levé Sérgio Sette Câmara.
Lors du Grand Prix d'Espagne, à la suite d'un contact violent avec Jack Aitken, il vole sur le vibreur en recevant 45g , il sera forfait pour 8 courses au moins et son remplaçant est Jüri Vips.

## Résultats en compétition automobile
| Saison    | Championnat                       | Écurie                    | Courses         | Victoires       | Pole positions  | Meilleurs tours | Podiums         | Points          | Classement      |
| --------- | --------------------------------- | ------------------------- | --------------- | --------------- | --------------- | --------------- | --------------- | --------------- | --------------- |
| 2012      | Formula Pilota China              | Eurasia Motorsport        | 18              | 1               | 1               | 2               | 6               | 132             | 4e              |
| 2012      | Formula Abarth                    | BVM-Target                | 3               | 0               | 0               | 0               | 0               | 0               | N.C             |
| 2013      | Championnat d'Europe de Formule 3 | Double R Racing           | 30              | 0               | 0               | 0               | 0               | 0               | 28e             |
| 2013      | Formule 3 britannique             | Double R Racing           | 12              | 0               | 0               | 1               | 3               | 78              | 8e              |
| 2013      | Masters de Formule 3              | Double R Racing           | 1               | 0               | 0               | 0               | 0               | 0               | N.C             |
| 2014      | Championnat d'Europe de Formule 3 | Carlin                    | 33              | 0               | 0               | 0               | 0               | 25              | 18e             |
| 2014      | Formule 3 britannique             | Carlin                    | 3               | 0               | 0               | 0               | 3               | 0               | N.C             |
| 2015      | Formula Renault 3.5 Series        | Carlin                    | 17              | 0               | 0               | 0               | 0               | 7               | 19e             |
| 2015      | GP2 Series                        | Carlin                    | 9               | 0               | 0               | 0               | 0               | 0               | N.C             |
| 2015-2016 | Asian Le Mans Series              | Eurasia Motorsport        | 2               | 2               | 1               | 0               | 2               | 51              | 3e              |
| 2016      | GP2 Series                        | Pertamina Campos Racing   | 22              | 0               | 0               | 0               | 1               | 24              | 15e             |
| 2016      | European Le Mans Series           | SMP Racing                | 1               | 0               | 0               | 0               | 0               | 10              | 24e             |
| 2016      | Endurance                         | Extreme Speed Motorsports | 3               | 0               | 0               | 0               | 1               | 40              | 12e             |
| 2017      | Formule 2                         | Pertamina Arden           | 22              | 0               | 0               | 0               | 0               | 17              | 15e             |
| 2017      | Formule 1                         | Scuderia Toro Rosso       | Pilote essayeur | Pilote essayeur | Pilote essayeur | Pilote essayeur | Pilote essayeur | Pilote essayeur | Pilote essayeur |
| 2018      | Formule 2                         | Pertamina PREMA Racing    | 24              | 0               | 0               | 0               | 1               | 29              | 15e             |
| 2019      | Formule 2                         | Prema Racing              | 20              | 0               | 0               | 0               | 0               | 15              | 17e             |
| 2019      | Formule 1                         | Scuderia Toro Rosso       | Pilote essayeur | Pilote essayeur | Pilote essayeur | Pilote essayeur | Pilote essayeur | Pilote essayeur | Pilote essayeur |
| 2020      | Formule 2                         | DAMS                      | 14              | 0               | 0               | 0               | 0               | 3               | 21e             |